# 양유나
양유나(1991년 10월 8일 ~ )는 대한민국의 여자 배구 선수이며, 2009년부터 2014년까지 GS칼텍스 서울 KIXX 소속으로 활약하였다.

## 학력
- 전주중산초등학교
- 전주근영중학교
- 전주근영여자고등학교

## 경력
- 2009년 ~ 2014년: GS칼텍스 서울 KIXX

## 수상
- V-리그 여자부 신인선수상: 2010